# Rataje nad Sázavou
Rataje nad Sázavou es una localidad del distrito de Kutná Hora en la región de Bohemia Central, República Checa, con una población estimada a principio del año 2018 de 522 habitantes. 
Se encuentra ubicada al este de la región y de Praga, a poca distancia de los ríos Elba y Sázava, y de la frontera con las regiones de Vysočina y Pardubice.
El primer registro escrito de Rataje nad Sázavou se remonta a 1156, en la que se da a conocer que en la ciudad existía una fortaleza y un mercado. No hay datos fehacientes sobre el origen de Rataje, aunque las fuentes aseguran que fuese alrededor del año 946.
Su castillo, construido en parte en ladrillo y madera, está ubicado en el lugar que antaño ocupara el primigenio castillo del siglo X. Juan de Luxemburgo dio Rataje a Enrique de Lipa, cuyos descendientes también construyeron un castillo inferior llamado Pirkštejn.